# Kølig Kaj
Kølig Kaj (* 15. August 1971 als Thomas Lægård) ist ein dänischer Rapper.

## Leben und Wirken
Als Gewinner des Dansk Melodi Grand Prix 1997 nahm er am Eurovision Song Contest 1997 für Dänemark teil. Sein Rapsong Stemmen i mit liv erreichte dort den 16. Platz von 25. Er veröffentlichte noch sein Album Solgt Ud! im selben Jahr, dieses enthielt ausschließlich dänischsprachige Raps. 
Danach zog er sich aus der Öffentlichkeit zurück.